# Українсько-ямайські відносини
Українсько-ямайські відносини — відносини між Україною та Ямайкою.
Країни встановили дипломатичні відносини 7 липня 1992 року. Права та інтереси громадян України на Ямайці захищає Посольство України в США. 
Між країнами діє безвізовий режим.

## Двосторонні відносини
Україна та Ямайка не мають акредитованих дипломатичних установ у державах одна одної. Ямайка відноситься до зони відповідальності Посольства України в Сполучених Штатах Америки. Зі свого боку, ямайська сторона здійснює зносини з Україною через своє посольство в Німеччині.
Ямайка виявляє прихильність щодо України з початку повномасштабного вторгнення Росії на територію України.
Ямайка проголосувала «за» резолюції ГА ООН «Агресія проти України» (02.03.2022), «Гуманітарні наслідки агресії проти України» (24.03.2022), «Призупинення прав членства рф в Раді ООН з прав людини» (07.04.2022), «Територіальна цілісність України: дотримання принципів Статуту ООН»(12.10.2022) та «Ситуація з правами людини в тимчасово окупованих Автономній Республіці Крим та місті Севастополь (Україна)» (15.12.2022), проте утрималась при голосуванні за ГА ООН «Забезпечення засобів правового захисту та репарацій у зв’язку з агресією проти України» (14.11.2022).
Ямайка виступила співавтором резолюції ГА ООН від 28.02.2023 «Принципи Статуту ООН, що лежать в основі всеохоплюючого, справедливого та сталого миру в Україні».

## Торгівля
У 2022 році товарообіг між країнами склав 484 тис. дол. США, з яких експорт – 123 тис. дол. США, а імпорт – 361 тис. дол. США.